# Elegy (ep)
Elegy is een single/ep door de symfonischemetalband Leaves' Eyes. Bijna alle liedteksten worden gezongen door Liv Kristine, soms vergezeld van grunts door Alexander Krull. Het nummer Elegy is van het album Vinland Saga, evenals het nummer Solemn Sea. De rest van de nummers zijn niet uitgebracht.

## Nummers
Alle teksten zijn geschreven door Liv Kristine, alle muziek is geschreven door Alexander Krull, Thorsten Bauer, Mathias Röderer & Christopher Lukhaup.
| Nr. | Titel                   | Duur |
| --- | ----------------------- | ---- |
| 1.  | Elegy (singleversie)    | 4:33 |
| 2.  | Senses Capture          | 4:58 |
| 3.  | A Winter's Poem         | 4:06 |
| 4.  | Solemn Sea (demoversie) | 3:47 |
| 5.  | Mot Fjerne Land         | 2:28 |
| 6.  | Elegy (albumversie)     | 5:06 |

## Medewerkers
- Liv Kristine Espenæs Krull - Zang
- Alexander Krull - Keyboard, programmering, grunts
- Thorsten Bauer - Gitaren
- Mathias Roderer - Gitaren
- Chris Lukhaup - Bas
- Moritz Neuner - Drums, percussie